# 에린 포스터
에린 포스터(Erin Foster, 1982년 8월 23일 ~ )는 미국의 코미디 작가, 배우이다.